# Rocheservière

Rocheservière este o comună în departamentul Vendée, Franța. În 2009 avea o populație de 2,896 de locuitori.